# Conférences mondiale des radiocommunications
Une conférence mondiale des radiocommunications (CMR ou WRC en anglais) est organisée tous les trois ou quatre ans par l’UIT-R pour mettre à jour le règlement des radiocommunications et, en particulier, le plan de fréquences (article S5 du RR[Quoi ?]),. 
L’article S4 (« attribution et utilisation des fréquences ») détermine les règles d’affectation des fréquences.
Lors des WRC, chaque utilisateur du spectre radioélectrique et chaque administration envoie ses représentants pour négocier. Au sein de l'UIT-R et lors des conférences, les radioamateurs sont représentés par l'IARU qui défend une position commune définie au préalable par les associations nationales de radioamateurs (le Réseau des émetteurs français pour la France). La première conférence eut lieu à Washington en 1927. Puis Madrid (1932) et Le Caire (1938) accueillirent une conférence.
La conférence d’Atlantic City (1947) décida du transfert du siège de l’UIT de Berne à Genève et remania profondément le RR et le plan d’attribution des fréquences. La WRC-97 (édition 1998 du RR) a renuméroté les articles et dispositions du RR. La WRC-03 a décidé de ne plus exiger la connaissance du code Morse.
La WRC (CMR-07) a eu lieu en octobre 2007 à Genève. La réunion suivante (CMR-12) a lieu du 23 janvier au 17 février 2012 également à Genève.
La WRC (CMR-19) a eu lieu en Égypte à Charm el-Sheikh, du 28 octobre au 22 novembre 2019. Celle de 2023 eu lieu à Dubai,.